# تاليريس لورينغ

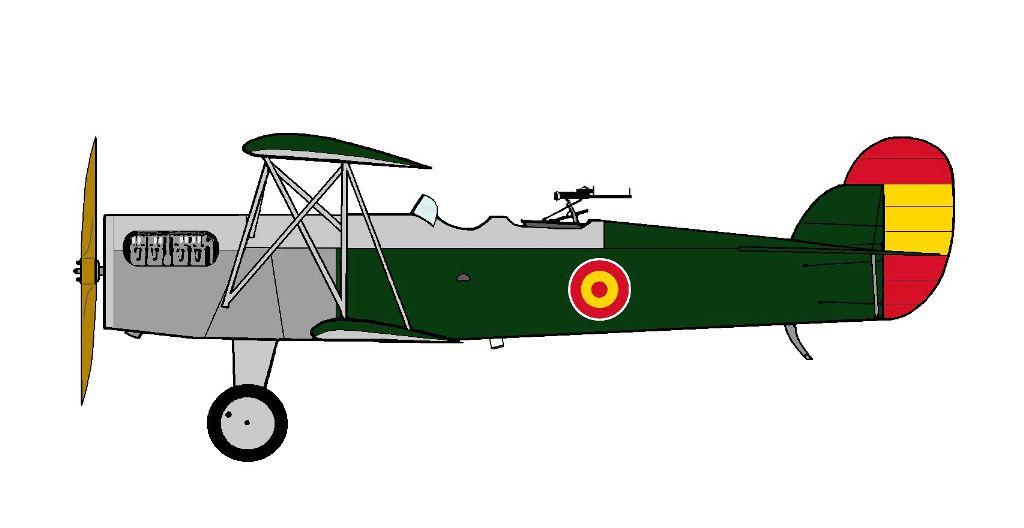
Loring R-1 of the القوات الجوية الإسبانية ca. 1927

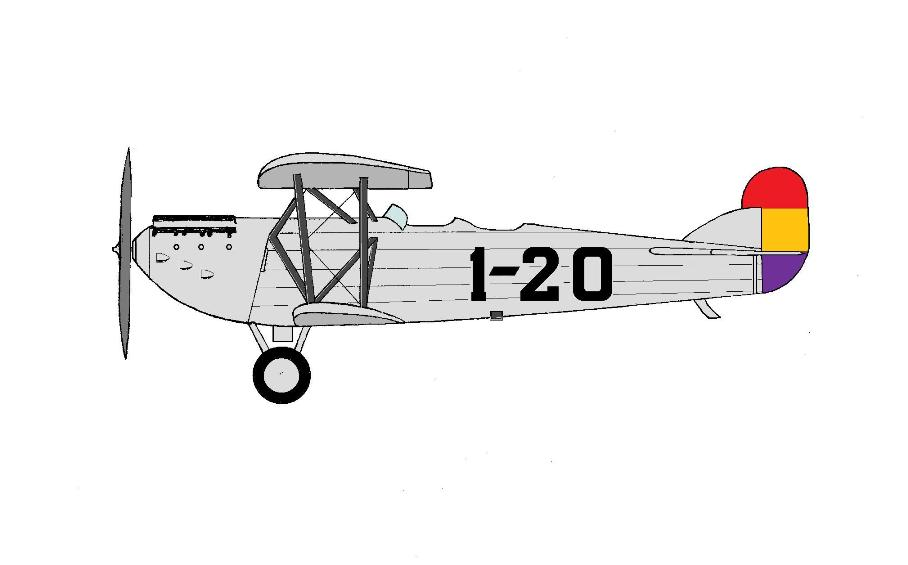
The Loring R-3, last model built for Aeronáutica Militar.

تاليريس لورينغ (بالإنجليزية: Talleres Loring)‏ أو ورش لورينغ (Loring Workshops) هي شركة تصنيع طائرات إسبانية، أسسها المهندس ورجل الأعمال جورج لورينغ بعد الانتقال إلى مدريد.

## روابط خارجية
- Aircraft that may have participated in the Spanish Civil War
- Strange planes
- Birth, first steps and pre-war planes of the Spanish Military Aviation
- Early Spanish aircraft (in Russian)

قالب:Loring aircraft